# Родион Малиновски
Родио̀н Я̀ковлевич Малино̀вски (на руски: Родио̀н Я̀ковлевич Малино̀вский) е изтъкнат съветски военачалник от Втората световна война и министър на отбраната на СССР през 50-те и 60-те години на XX век. Участва в разгрома на немските войски в битката за Сталинград, а след войната има съществен принос в израстването на Съветския съюз като военна суперсила.

## Биография

### Преди и по време на Първата световна война
Малиновски е роден на 23 ноември 1898 г. в Одеса, Украйна. Бъдещият маршал е от еврейски произход. Баща му изоставя семейството, и детето официално е регистрирано като незаконородено. В търсене на препитание майката напуска града и се отправя на село, където след време се жени отново. Вторият съпруг – беден украински селянин – отказва да осинови Родион и го прогонва. Бездомното момче оцелява, работейки като ратай на различни места, докато най-накрая намира подслон при семейството на леля си в Одеса, където работи като разносвач в магазин.
След началото на Първата световна война през юли 1914 г. Малиновски, който е едва на 15 години (твърде млад за наборна служба), се скрива във военен влак, пътуващ към германския фронт, но е открит. Въпреки това успява да убеди офицерите да го запишат като доброволец и служи в картечарско отделение. През октомври 1915 г., като награда за отблъскването на германска атака, Малиновски получава първото си военно отличие – Георгиевски кръст (четвърта степен) – и е повишен в ефрейтор. Малко след това е тежко ранен и прекарва няколко месеца в болница. След възстановяването си през 1916 г. е изпратен във Франция като участник в Руския експедиционен корпус на Западния фронт. Там Малиновски воюва на един от най-оспорваните сектори на фронта – този край форт Брион – и е повишен в сержант. Получава дълбока рана на лявото рамо, след което е награден с медал от френското правителство. След избухването на Октомврийската революция французите разформироват руските войски, но в същото време предлагат на най-добрите войници служба в Чуждестранния легион. Малиновски се сражава срещу германците до края на войната, като е отличен с френския „Военен кръст“ и е повишен в подофицер.

### Между войните
Малиновски се завръща в Русия през 1919 г. и се присъединява за кратко към армията на Колчак. Впоследствие дезертира и се включва в партизански отряд на Червената армия. Участва в гражданската война срещу белогвардейците, като се сражава предимно в Сибир. След края на войната остава в армията и се записва в училище за подготовка на младши офицери, изкачвайки се до поста командир на стрелкови батальон. Едва през 1926 г. Малиновски става член на ВКП(б) след като осъзнава, че членството е необходимо условие за напредването му във военната йерархия.
През 1927 г. младият командир е изпратен да учи в елитната военна академия „Фрунзе“, която завършва през 1930 г. През следващите седем години достига до длъжност началник-щаб на 3-тия кавалерийски корпус, чийто командир е Семьон Тимошенко.
С избухването на гражданската война в Испания през 1936 г. Малиновски се записва като доброволец и воюва на страната на републиканците срещу националистите на генерал Франсиско Франко и фашистките им поддръжници от Италия и Германия. Участва в планирането и воденето на няколко големи операции. През 1938 г. се завръща в СССР, където е награден с най-високите съветски отличия – ордените „Ленин“ и „Червено знаме“, като признание за заслугите си в Испания. Назначен е за старши преподавател във военната академия „Фрунзе“.
През пролетта на 1941 г. Тимошенко, народен комисар по отбраната на СССР, е предупреден за струпването на германски войски край съветската граница (в подготовка за операцията „Барбароса“). За да усили войсковото командване на армията, той изпраща в частите някои от старшите офицери от военните академии. Малиновски е повишен в генерал-майор и поема командването на новообразувания 48-и стрелкови корпус на Одеския военен окръг. Седмица преди началото на войната той променя дислокацията и изненадва врага като придвижва корпуса си близо до границата с Румъния.

## Втора световна война

### Първи схватки
След нападението на Германия над СССР през юни 1941 г., на фона на пораженията и огромните загуби на стотици хиляди войници на другите генерали, Малиновски изпъква като един от малкото компетентни съветски военачалници. Неговият корпус, състоящ се от три непълни стрелкови дивизии, посреща германците при река Прут. За да бъде с войниците си и да им вдъхва кураж, Малиновски води сражението от най-горещите участъци на битката, като изключение от правилото, което важи при повечето съветски командири – да ръководят битките от място далеч зад фронтовата линия. Неспособен да спре превъзхождащите го в жива сила и техника войски на Вермахта, той нарежда отстъпление по крайбрежието на Черно море, отблъсквайки опитите на врага да обкръжи частите му. Все пак германците успяват да сторят това в град Николаев, но Малиновски успешно пробива обръча и се оттегля към Днепропетровск.
През август е назначен за началник-щаб на понеслата сериозни загуби 6-а армия, а скоро след това е назначен за неин командир. Армията задържа германското настъпление на поверения ѝ участък от фронта и Малиновски е повишен в генерал-лейтенант. След отстъплението на съветските войски към Донбас командва операция на обединените 6-а и 12-а армия и успява да изтласка германците от района. През декември 1941 г. на Малиновски е поверено командването на Южния фронт, в чийто състав влизат три слаби общовойскови армии и два кавалерийски корпуса, намалени до размерите на дивизия. Въпреки че няма достатъчно войници и техника, генералът успява да проведе настъпление и частите му напредват дълбоко в германската отбрана.

### Битката за Харков
На 18 януари 1942 г. войските на Малиновски и Югозападния фронт под обединеното командване на маршал Тимошенко провеждат атака при втората битка за Харков, изтласквайки германците на около сто километра. Тимошенко надценява възможностите на съветските военни части за атака и това води до тежко поражение впоследствие. Сталин, който въпреки опозицията на военните си съветници поддържа лошо организираната офанзива при Харков, започва да си въобразява, че Малиновски умишлено е провалил операцията като чуждестранен агент, вербуван по време на престоя си във Франция. През юли 1942 г. Южният фронт е разформирован и съединенията му са прехвърлени към Севернокавказкия фронт под името Донска оперативна група, оглавена от Малиновски, който също така е и заместник-командващ на фронта. Сталин дава заповеди на генерала да спре напредването на германската група армии „А“ към Ростов на Дон и жизненоважния нефт на Кавказ. Германците значително превъзхождат частите на Малиновски и пробиват слабата отбрана. Като резултат през септември Донската оперативна група е разформирована.

### Сталинград и Украйна
В началото на битката за Сталинград Червената армия е подложена на сериозен натиск от Вермахта и Сталин поверява на Малиновски командването на набързо сформираната 66-а армия, която има за задача да удържи позициите североизточно от града. В същото време той дава заповед на Никита Хрушчов, изпратен като политически съветник в Сталинград, да следи изкъсо действията на генерала.
66-а армия няма никакъв боен опит, но за пръв път Малиновски ръководи съединение, което е почти напълно комплектовано с хора и техника. През септември и октомври 1942 г. той предприема офанзива и въпреки че отвоюва малко територия, забавя значително германците и ги отказва от опита им да обградят града от север. След месец Ставката изпраща Малиновски на Воронежкия фронт на поста заместник-командващ, а през декември го връща обратно в Сталинград. Там съветските войски постигат най-големия си успех дотогава във войната – на 22 ноември фронтовете на Червената армия обкръжават германската 6-а армия. Групата армии „Дон“ под командването на фелдмаршал Ерих фон Манщайн събира танковите си части край градчето Котелниково (на 150 км западно от Сталинград) и предприема отчаяно контранападение в опит да спаси войските на Паулус.
Малиновски повежда 2-ра гвардейска армия срещу танковете на Хот. В свирепа битка Малиновски принуждава германците да се оттеглят, прави дълбок пробив в ешелонираната и добре оборудвана отбрана и унищожава групата на противника край Котелниково. Това е първият сблъсък на бронетанкови съединения през Втората световна война, загубен от Вермахта. Победата на Малиновски затваря обръча около 250 000 войници на Германия и нейните съюзници и решава съдбата им. Сталин повишава Малиновски в звание генерал-полковник и го награждава с най-високото съветско отличие за военни действия – ордена „Суворов“, 1-ва степен.
През февруари 1943 г. отново му е поверено командването на Южния фронт. След по-малко от две седмици Малиновски изтласква войските на Манщайн от Ростов на Дон, отваряйки широко пътя на Червената армия към Украйна. През март Сталин го издига в ранг армейски генерал и го назначава за главнокомандващ на Югозападния фронт със задачата да изхвърли германците от индустриалния район на Донбас. С внезапна атака в средата на октомври Малиновски успява да изненада многобройните германски сили, разположени в град Запорожие, и завладява града. Започнатата кампания разделя на две части войските на Вермахта на южния фланг на Източния фронт, изолирайки част от тях на Кримския полуостров.
На 20 октомври Югоизточният фронт е преименуван на 3-ти украински фронт. В периода декември 1943 – април 1944 г. армиите на Малиновски участват в Днепърско-Карпатската операция, при която е разбита германската група армии „Юг“ и е завзета по-голямата част от Дяснобрежна Украйна, включително градовете Херсон, Николаев и родната му Одеса.

### Румъния и Унгария
През май 1944 г. Малиновски е прехвърлен към 2-ри украински фронт. Той изтласква германците от останалите съветски територии и започва настъпление към Балканите заедно с войските на армейския генерал Фьодор Толбухин, който наследява Малиновски на поста главнокомандващ на по-малкия 3-ти украински фронт. В Яш-Кишиневската операция, проведена в края на август и началото на септември, Малиновски прилага успешно съветски вариант на блицкриг. Заедно с частите на Толбухин той обкръжава и унищожава армия от близо половин милион германци и около 400 000 румънци, принуждавайки румънския крал Михай да премине на страната на съюзниците като арестува профашисткия водач /кондукатор/ Йон Антонеску. Сталин извиква генерала в Москва и на 10 септември 1944 г. Малиновски е произведен в званието маршал на Съветския съюз. Застава начело на съюзническата комисия за Румъния (където е представляван от Владислав Виноградов).
Продължавайки настъплението, силите на Малиновски прекосяват Карпатите и навлизат в управляваната от Унгария Северна Трансилвания. На 20 октомври 1944 г. Малиновски превзема Дебрецен, отбраняван от голяма немска армия. Войските на маршала са изморени от няколкомесечните непрекъснати боеве и се нуждаят от попълнения и реорганизация, но Сталин нарежда на Малиновски да превземе унгарската столица Будапеща, за да отвори пътя към Виена и по този начин да попречи на западните съюзници да овладеят Австрия. Малиновски с помощта на фронта на Толбухин започва провеждането на операцията и среща отчаяната решимост на Хитлер да защитава Будапеща на всяка цена. Германците и техните унгарски съюзници имат намерението да превърнат града в „немски Сталинград“. Фюрерът вкарва в боя цвета на танковите си сили – шест елитни дивизии на Вафен-СС и пет дивизии на Вермахта, което е приблизително една четвърт от цялата бронетанкова мощ на Германия. По този начин обаче са отслабени силите, сражаващи се с Червената армия в Полша и Източна Прусия, както и тези, които се отбраняват край Рейн. Стратегическите и оперативни умения на Малиновски му помагат да превъзмогне изтощението на войските и да завладее Будапеща на 13 февруари 1945 г. след изключително ожесточено сражение, пленявайки около 70 000 войници на Оста. Продължавайки на запад, войските на маршала преследват германците в Словакия, освобождават Братислава и на 4 април превземат Виена.
Тези победи утвърждават влиянието на Съветския съюз край Дунава. Малиновски завършва кампанията си в Европа, освобождавайки Бърно в Чехия, където среща настъпващите от запад американски войски.

### Операция „Августовска буря“
След капитулацията на Германия през май 1945 г. Малиновски е прехвърлен в Далечния изток, където му е поверено командването на Трансбайкалския фронт. През август маршалът води последната съветска офанзива през Втората световна война – настъплението в Манджурия, която е окупирана по онова време от силната милионна Квантунска армия на японците, уверени в собствените си сили. За 10 дни Малиновски унищожава противниковата групировка с действия, които се считат за модел на водене на механизирана светкавична война и за класически обхват в клещи. Едновременно с това операцията е най-успешното постижение на съветската военна мисъл през цялата война (като дързост, размах, хирургическа точност и тактически нововъведения). Малиновски е награден с най-високата награда на СССР – званието „Герой на Съветския съюз“.

## Кариера след войната

### Далечен изток
През следващото десетилетие маршалът участва във взимането на важни решения, засягащи стратегическите интереси на СССР в Далекоизточния регион. Първоначално е определен за командващ на Трансбайкалския военен окръг (1945 – 1947), а с началото на Студената война e назначен за върховен главнокомандващ (1947 – 1953) на войските в Далечния изток, които включват 3 военни окръга. Участва в обучението и снабдяването на армиите на КНДР и Китайската народна република, преди и по време на Корейската война (1950 – 1953). Избран е за член на Върховния съвет през 1946 г. и за кандидат-член на ЦК на КПСС – през 1952 г. След края на войната в Корея Върховното командване на Далечния изток е разформировано. Малиновски продължава да ръководи многобройните съветски войски в региона като командващ на Далекоизточния военен окръг.

### С Хрушчов
След смъртта на Сталин през 1953 г. за лидер на държавата е избран Никита Хрушчов, който по време на отхвърлянето на култа към личността на Сталин и укрепването на властта си в Кремъл през 1956 г. издига Малиновски до главнокомандващ на сухопътните войски и първи заместник на министъра на отбраната Георгий Жуков. Малиновски е издигнат до член на ЦК на КПСС. През октомври 1957 г. Хрушчов, който таи подозрения относно политическите амбиции на Жуков, сваля министъра от поста и слага на негово място Малиновски, който служи като такъв до смъртта си, спечелвайки си славата на най-способния ръководител на Министерството на отбраната.
Въпреки личното си приятелство с Хрушчов маршалът запазва собственото си мнение относно военните дела. Хрушчов, както и други членове на съветските военни среди, е убеден, че бъдещите войни ще се печелят от ядрените оръжия. Те насърчават увеличението на броя на ядрените ракети и драстичното намаляване на конвенционалните сили. Малиновски поддържа идеята за приспособяване към стратегическите ядрени ракети, но ги разглежда само като средство за възпиране на войната, а не като главното оръжие за нейното спечелване. Маршалът развива концепцията за обширно базирани военни сили и яростно спори, че докато не се промени естеството на войната, решаващият фактор ще бъде армията, добре обучена в модерните военни технологии и способна да завладее и контролира вражеската територия. Съветската военна политика през всичките онези години е компромисно съчетание между възгледите на Малиновски и Хрушчов. Маршалът изгражда Съветската армия до най-завършената и могъща военна сила в света, постигайки равенство в ядрените оръжия с армията на САЩ и модернизирайки огромните конвенционални сили.

## Последни години
Провокацията на Хрушчов при кубинската ракетна криза, която довежда света до ръба на ядрена катастрофа, отчуждава Малиновски. След кризата във военни публикации той публично иска на военните да бъде дадена по-голяма роля при определянето на съветската политика. През октомври 1964 г. провалът на волунтаристичната икономическа политика и недоволството на армията от драстичните съкращения ескалират до вътрешнопартиен преврат, с който Хрушчов е свален от власт. Новото партийно ръководство приема исканията на Малиновски за независими и професионални военни кадри, както и концепцията му за баланс в развитието на въоръжените сили.
След смъртта му на 31 март 1967 г. Малиновски е почетен с държавно погребение. Тленните му останки са положени в некропола в Кремълската стена. Правителството наименува на него престижната Военна танкова академия в Москва и елитна гвардейска танкова дивизия. Дори и след разпадането на Съветския съюз Малиновски продължава да бъде считан за един от най-заслужилите военачалници на Русия и СССР.

## Награди
- 2 пъти „Герой на Съветския съюз“
- орден „Победа“
- 5 ордена „Ленин“
- 3 ордена „Червено знаме“
- 1 ордена „Суворов“ I степен
- орден „Кутузов“ I степен
- орден „Богдан Хмелницки“ I степен